# Junco insularis
Junco insularis (лат.) — вид воробьиных птиц из семейства Passerellidae. Эндемик расположенного в Тихом океане мексиканского острова Гуадалупе. Раньше его рассматривали как подвид Junco hyemalis, но 2016 году признан отдельным видом.

## Описание и экология
Основная часть популяции обитает в роще Cupressus guadalupensis, небольшая часть — в местах произрастания сосны лучистой.
Сезон размножения длится с февраля по июнь. В кладке 3—4 яйца.

## Сокращение численности
Раньше птица была обычной, но сейчас считается, что осталось только 50—100 взрослых особей.